# Ацбах (Верхняя Австрия)
Ацбах (нем. Atzbach (Oberösterreich)) — коммуна (нем. Gemeinde) в Австрии, в федеральной земле Верхняя Австрия.
Входит в состав округа Фёклабрук.  Население составляет 1157 человек (на 31 декабря 2005 года). Занимает площадь 14 км². Официальный код  —  41704.

## Политическая ситуация
Бургомистр коммуны — Бертольд Райтер (АНП) по результатам выборов 2003 года.
Совет представителей коммуны (нем. Gemeinderat) состоит из 19 мест.
- АНП занимает 19 мест.